# Мєчислав Прушиньський

Анна Прушинська з синами, 1919

Мєчислав Прушиньський (пол. Mieczysław Pruszyński}) (18 вересня 1910 Волиця-Керекешина, Старокостянтинівський повіт, Волинська губернія, Російська імперія — 13 квітня 2005 Варшава, Польща) — історик, письменник і журналіст, меценат польської культури, головний штурман польських ВПС на Заході в часи Другої світової війни.

## Життєпис

Дід Мечислава: Мечислав Прушинський (1806—1871), відомий громадський діяч Волині, зять Ксаверія Чечеля.

Народився у маєтку батьків Прушиньських — Едуарда та Анни, уродженої Ходкевич (1880—1962).

### Родина
Брат — Ксаверій Прушиньський (1907—1950).